# Aufzugsmonteur
Aufzugsmonteur/in ist kein anerkannter Ausbildungsberuf, das heißt, dass dieser Beruf nicht über eine Ausbildung erworben werden kann. 
Meist werden Personen aus technischen Berufen mit abgeschlossener Berufsausbildung angelernt. So werden Elektriker, Schlosser und ähnlich ausgebildete Personen bevorzugt als Montagehelfer bei Aufzugsfirmen eingestellt, und je nach Eignung in zum Teil mehrjähriger Dauer zu Aufzugsmonteuren weitergebildet. Der Beruf erfordert umfangreiches Wissen sowie handwerkliche Geschicklichkeit. Elektrotechnik, Elektronik, Elektromechanik, Maschinentechnik, Anlagentechnik und Mechanik allgemeiner Art sind nur einige genannte Kenntnisse, die bei der Berufsausübung angewendet werden. Auch Kenntnisse in Bezug auf Normen und gesetzliche Vorschriften wie z. B. die Aufzugsnorm EN 81, ASV 96 usw. sind notwendig. 
Die Berufsausübung gliedert sich in die Sparten: "Neuanlagenbau" (Montage von neuen Aufzugsanlagen in Neubauten), "Modernisierung" (Teilerneuerung bereits bestehender meist älterer Aufzüge), "Störungsbehebung" (Entstören von in Betrieb befindlichen Aufzugsanlagen) sowie "Wartungsarbeiten" (Regelmäßige Kontrolle und Reinigung sowie Instandhaltung).
Es besteht für die Aufzugsfirmen die Möglichkeit, in anerkannten Ausbildungsberufen wie Mechatroniker/in, Anlagenmechaniker/in, Elektroanlagenmonteur/in oder Elektroniker/in für Betriebstechnik auszubilden sowie die Ausbildung auf die Gebiete Neuanlagenbau, Modernisierung und Wartung von Aufzügen auszurichten.